# ドキッとステーション
『UMK土キッとステーション』→『UMK Dokitto Station』（ユーエムケー ドキッとステーション）は、1985年（昭和60年）10月5日から1993年（平成5年）3月27日まで7年半、テレビ宮崎で毎週土曜日に生放送されていた音楽番組である。全303回。

## 放送時間
いずれも日本標準時。
- 土曜 13:00 - 13:30 （1985年10月5日 - 1985年12月28日）
- 土曜 18:30 - 19:00 （1986年1月11日 - 1993年3月27日）

## 歴代司会者
- 高橋巨典（当時UMKアナウンサー）
- 河本直子（当時UMKアナウンサー） - 初回から1986年12月27日放送分まで出演。
- Mr.バニー（ローカルタレント）
- トミさん（ローカルタレント） - 初回から最終回まで出演。
- DJ POCKY（ラジオDJ）